# Hautepierre-le-Châtelet
Hautepierre-le-Châtelet är en kommun i departementet Doubs i regionen Bourgogne-Franche-Comté i östra Frankrike. Kommunen ligger i kantonen Vercel-Villedieu-le-Camp som tillhör arrondissementet Pontarlier. År 2018 hade Hautepierre-le-Châtelet 107 invånare.

## Befolkningsutveckling
Antalet invånare i kommunen Hautepierre-le-Châtelet
Referens:INSEE